# Коморкин, Лев Фёдорович
Лев Фёдорович Комо́ркин (также встречается написание Камо́ркин; 1936, Вичуга, Ивановская область, РСФСР, СССР — 8 сентября 1967, Норвежское море, на борту АПЛ К-3 «Ленинский комсомол») — советский военнослужащий, подводник, капитан 3-го ранга, командир минно-торпедной боевой части (БЧ-3) первой советской атомной подводной лодки К-3 «Ленинский комсомол». Погиб при исполнении служебных обязанностей во время пожара на борту АПЛ, проявив мужество и самоотверженность. Посмертно награждён орденом Мужества (2014) и занесён в Книгу Почёта Краснознамённого Северного флота (1967).

## Биография

### Ранние годы и образование
Родился в 1936 году в городе Вичуга Ивановской области в рабочей семье. Его отец, участник Великой Отечественной войны, скончался от полученных ранений вскоре после её окончания. В школьные годы Лев Коморкин увлекался математикой, становился победителем олимпиад, а также занимался в различных кружках и спортивных секциях.
В 1958 году окончил Высшее военно-морское училище подводного плавания (ВВМУПП).

### Военная служба
С 1958 года проходил службу на дизельных подводных лодках. С 1965 года служил на первой советской атомной подводной лодке К-3 «Ленинский комсомол» в должности командира минно-торпедной боевой части (БЧ-3). АПЛ К-3, спущенная на воду в 1957 году, была значительным достижением советской промышленности и ВМФ СССР, в частности, совершив в 1962 году поход подо льдами к Северному полюсу.
В июне 1967 года, во время боевого дежурства АПЛ «К-3» в Средиземное море в период обострения Ближневосточного конфликта, возникла нештатная ситуация. При погружении подводная лодка потеряла управление и начала быстро уходить на предельную глубину. Капитан 3-го ранга Лев Коморкин, находившийся на вахте в должности вахтенного офицера, своевременно оценил обстановку и отдал команду на продувание цистерн главного балласта, что позволило стабилизировать лодку и предотвратить её возможную гибель. Боевая служба АПЛ К-3 в районах Средиземного моря и Атлантики проходила с 4 июля по 7 сентября 1967 года (всего 56 суток).

### Пожар на АПЛ К-3 и гибель
8 сентября 1967 года, на 57-е сутки похода (по другим данным, на 56-е или 57-е сутки), при возвращении АПЛ «К-3» на базу, около 01:52 – 01:59 по московскому времени в первом (торпедном) отсеке подводной лодки, находившейся на глубине 49-80 метров северо-восточнее Фарерских островов, произошёл пожар. По одной из версий, основанной на расследовании И.Ф. Морозова, причиной пожара стал разрыв нештатной паронитовой уплотнительной прокладки в штуцере гидравлической машинки клапана вентиляции цистерны главного балласта № 2 правого борта. Распылённое под давлением (80-100 кг/см²) гидравлическое масло воспламенилось от контакта с горячей поверхностью электролампы накаливания в условиях повышенного (около 25%) содержания кислорода в отсеке. В первом отсеке находились 22 торпеды, восемь из которых были оснащены ядерными боевыми частями.
Лев Коморкин в это время отдыхал во втором отсеке. Услышав сигнал аварийной тревоги или получив доклад о пожаре, он прибыл в горящий первый отсек. Оттуда им был сделан последний доклад по внутрикорабельной связи, по разным свидетельствам, звучавший как: «Весь трюм в огне. Доложить ничего не мо…» или «Горит… невозможно!..», или «Весь отсек в огне. Больше не могу…». Пожар был объёмным и стремительно распространился на второй (жилой) отсек.
Действия Коморкина в горящем отсеке, по оценкам сослуживцев и косвенным данным, были направлены на предотвращение детонации торпедного боезапаса. Предполагается, что он мог предпринять попытку затопления отсека. Капитан-лейтенант Г.Н. Борисов, бывший командир ЭТГ БЧ-5, позднее вспоминал: «А погибший Лев Коморкин – это он бросился в горящий отсек».
В результате пожара и отравления продуктами горения погибло 39 членов экипажа. Лев Фёдорович Коморкин погиб в каюте, расположенной в проходе между койками, вместе с командиром 3-го дивизиона капитан-лейтенантом Г.И. Ганиным. Это, вероятно, была каюта второго отсека, куда огонь быстро перекинулся из первого. Подводная лодка сохранила ход и 11 сентября самостоятельно вернулась в пункт базирования.
Правительственная комиссия под председательством адмирала В.А. Касатонова, расследовавшая причины аварии, не установила вины личного состава в возникновении пожара и отметила мужество экипажа АПЛ «К-3», который в исключительно тяжёлых условиях, ценой 39 жизней, выполнил свой воинский долг и спас корабль.
14 сентября 1967 года погибшие члены экипажа были похоронены в братской могиле в посёлке Западная Лица (ныне город Заозёрск) Мурманской области.

## Семья
- Супруга — Галина Григорьевна Коморкина (в девичестве — Каморкина)[3].
- Дочь — Марина Львовна Коморкина[3].

## Награды и признание
- Орден Мужества (посмертно) — Указом Президента Российской Федерации от 1 сентября 2014 года. Всего этим указом были посмертно награждены орденами Мужества 39 подводников, погибших в результате аварии 8 сентября 1967 года, включая Льва Коморкина[5]. Награда Льва Коморкина была вручена его вдове Галине Григорьевне и дочери Марине[3].
- Занесён в Книгу Почёта Краснознамённого Северного флота (посмертно, 1967)[1].
- Сразу после трагедии участники событий, в частности командир БЧ-5 В.В. Зайцев, считали, что весь личный состав экипажа ПЛА «К-3» и прикомандированные лица достойны государственной награды за проявленные мужество и бесстрашие[17]. Однако первоначально из экипажа АПЛ К-3 были награждены орденами Красной Звезды только командир Юрий Степанов и его заместитель по политической части Д.А. Жиляев[1][18].

## Память
- Имя Льва Фёдоровича Коморкина (Каморкина) занесено в Книгу Памяти Ивановской области[5]. Список 39 погибших членов экипажа АПЛ «К-3» 8 сентября 1967 года, включая Л.Ф. Коморкина, приводится в «Книге Памяти» Г.И. Гавриленко и Ф.А. Дмитриева[4] и опубликован на ряде интернет-ресурсов[1][4].
- Материалы о его подвиге хранятся в Вичугском городском художественном музее. В июле 2023 года в музее проводилась неделя памяти, приуроченная ко Дню Военно-морского флота, с тематической выставкой, посвящённой Льву Коморкину[3].
- В городе Заозёрск Мурманской области установлен памятник экипажу АПЛ «К-3» с надписью: «Подводникам, погибшим в океане 08.09.67 г.»[5][1].
- Сборник воспоминаний и документов «Правда и ложь о событии полувековой давности (о трагических событиях на первенце атомного подводного флота «К-3»)», составленный Героем Советского Союза капитаном 1 ранга И.Ф. Морозовым, содержит ценные свидетельства очевидцев и участников ликвидации последствий аварии, проливающие свет на подвиг экипажа[19].
- Атомная подводная лодка К-3 «Ленинский комсомол» с 2021 года, после транспортировки из Снежногорска, является центральным экспонатом Музея военно-морской славы в Кронштадте[20].